# Jeffrey L. Kimball
Jeffrey L. Kimball (* 29. Mai 1943 in Wichita, Kansas, USA) ist ein US-amerikanischer Kameramann.
Kimball studierte an der North Texas State University. Nach Ende seines Studiums ging er 1964 als Praktikant zu Warner Brothers. Hier durchlief er verschiedene Positionen, bevor er ab 1965 als Kameramann tätig wurde. Von 1968 bis 1972 arbeitete er als solcher in der Werbeindustrie, seit den 1980er Jahren ist er für Film und Fernsehen tätig. Er verantwortete auch die Kameraarbeit bei verschiedenen Musikvideos.
Für seine Arbeit an Mission: Impossible II war Kimball für den Golden Satellite Award nominiert.
Kimball ist verheiratet und Vater zweier Kinder.

## Filmografie
- 1986: Top Gun – Sie fürchten weder Tod noch Teufel (Top Gun)
- 1987: Beverly Hills Cop II (Beverly Hills Cop II)
- 1990: Revenge – Eine gefährliche Affäre (Revenge)
- 1990: Jacob’s Ladder – In der Gewalt des Jenseits (Jacob’s Ladder)
- 1991: Curly Sue – Ein Lockenkopf sorgt für Wirbel (Curly Sue)
- 1993: True Romance
- 1994: The Specialist
- 1998: Wild Things
- 1999: Stigmata
- 2000: Mission: Impossible II
- 2002: Star Trek: Nemesis
- 2002: Hostage
- 2002: Windtalkers
- 2003: Paycheck – Die Abrechnung (Paycheck)
- 2004: Hawaii Crime Story (The Big Bounce)
- 2005: Be Cool – Jeder ist auf der Suche nach dem nächsten großen Hit (Be Cool)
- 2006: Spiel auf Sieg (Glory Road)
- 2008: Mein Schatz, unsere Familie und ich (Four Christmases)
- 2009: Old Dogs – Daddy oder Deal (Old Dogs)
- 2010: The Expendables
- 2011: The Double – Eiskaltes Duell (The Double)
- 2013: Secret Lives of Husbands and Wives (Fernsehfilm)
- 2013: Big Thunder (Fernsehfilm)
- 2018: Glass Jaw